# Episodi di Alta marea (terza stagione)
La terza stagione della serie televisiva Alta marea, composta da 24 episodi, è stata trasmessa in anteprima negli Stati Uniti d'America in syndication dal 22 settembre 1996 al 25 maggio 1997. In Italia è stata trasmessa su Italia 1 nel 1999.
| nº | Titolo originale              | Titolo italiano | Prima TV USA      | Prima TV Italia |
| -- | ----------------------------- | --------------- | ----------------- | --------------- |
| 1  | Starting Over                 |                 | 22 settembre 1996 |                 |
| 2  | Deep Blue C-Notes             |                 | 29 settembre 1996 |                 |
| 3  | The Booster Club              |                 | 6 ottobre 1996    |                 |
| 4  | Killshot                      |                 | 13 ottobre 1996   |                 |
| 5  | Goodbye, Mr. Chip             |                 | 20 ottobre 1996   |                 |
| 6  | University Blues (Part 1 & 2) |                 | 27 ottobre 1996   |                 |
| 7  | University Blues (Part 1 & 2) |                 | 4 novembre 1996   |                 |
| 8  | Sun, Surf and Homicide        |                 | 11 novembre 1996  |                 |
| 9  | Someone to Watch Over Me      |                 | 18 novembre 1996  |                 |
| 10 | Mission Improbable            |                 | 25 novembre 1996  |                 |
| 11 | Dr. Feelgood                  |                 | 2 dicembre 1996   |                 |
| 12 | Two Barretts and a Baby       |                 | 20 gennaio 1997   |                 |
| 13 | The Old Flame                 |                 | 27 gennaio 1997   |                 |
| 14 | Open House                    |                 | 3 febbraio 1997   |                 |
| 15 | Little Black Book             |                 | 10 febbraio 1997  |                 |
| 16 | A Rock and a Hard Place       |                 | 17 febbraio 1997  |                 |
| 17 | Big Stakeout at Oxnard        |                 | 24 febbraio 1997  |                 |
| 18 | Girl on the Run               |                 | 3 marzo 1997      |                 |
| 19 | Desperate Friday              |                 | 21 aprile 1997    |                 |
| 20 | Dead Men Don't Snore          |                 | 28 aprile 1997    |                 |
| 21 | Ghost Story                   |                 | 4 maggio 1997     |                 |
| 22 | A Stitch in Time              |                 | 11 maggio 1997    |                 |
| 23 | Up and Away                   |                 | 29 gennaio 1997   |                 |
| 24 | Memories                      |                 | 25 maggio 1997    |                 |